# ماكس لورينز
ماكس لورينز (بالألمانية: Max Lorenz)‏ (مواليد 19 أغسطس 1939) هو لاعب كرة قدم. يلعب مع منتخب ألمانيا الغربية لكرة القدم. سبق له أن لعب في كأس العالم لكرة القدم مع منتخب بلاده.

## مسيرته الكروية
لعب ماكس لورينز خلال مسيرته الاحترافية مع ناديين في اثنا عشر موسمًا وسجل خلالها 28 هدفًا ضمن 322 مباراة. حيث فاز في موسم واحد بالكأس وفي موسم واحد بالدوري.
خاض ماكس لورينز مسيرته مع نادي فيردر بريمن في موسم 1960–61 ليلعب معه تسعة مواسم، مشاركًا في 251 مباراة سجل خلالها 26 هدفًا. ثم انتقل إلى نادي آينتراخت براونشفايغ في موسم 1969–70 واستمر معه طيلة ثلاثة مواسم، حيث شارك في 71 مباراة سجل خلالها هدفين.

## روابط خارجية
- ماكس لورينز على موقع الاتحاد الدولي (مؤرشف)  (الإنجليزية)
- ماكس لورينز على موقع قاعدة بيانات كرة القدم.إي يو (الإنجليزية)
- ماكس لورينز على موقع بيانات كرة القدم. دي إي (الألمانية)
- ماكس لورينز على موقع ناشيونال فوتبول تيمز (الإنجليزية)
- ماكس لورينز على موقع عالم كرة القدم.نت (الإنجليزية)